# انجمن‌های اسلامی-مسیحی
انجمن‌های اسلامی-مسیحی (به عربی: الجمعيات الإسلامية المسيحية) سازمان‌های سیاسی عرب فلسطینی بودند که در سال ۱۹۱۸ به عنوان بخشی از تلاش‌های جنبش ملی فلسطین برای ایجاد یک نهاد سیاسی مخالف صهیونیسم تشکیل شدند. هدف تشکیل آن «تلاش برای استقلال و اتحاد عربی، دفاع از حقوق عرب‌ها و اماکن مقدس آنها از نظر اقتصادی، سیاسی و اجتماعی، تلاش برای امنیت عرب‌ها از راه‌های مشروع مسالمت‌آمیز، کار برای پیشرفت عربها از منظر اخلاقی و مادی» اعلام شد. بستر اصلی این گروه‌ها عبارت بودند از: استقلال‌خواهی، مخالفت با اعلامیهٔ بالفور و ایدهٔ خانه ملی یهودیان در فلسطین، و مخالفت با مهاجرت گسترده یهودیان به فلسطین. انجمن‌های مسلمان-مسیحی به عنوان اولین مظاهر جنبش ناسیونالیستی فلسطینی با پایهٔ گسترده تلقی می‌شوند. در پایان دهه ۱۹۲۰ آنها دیگر اهمیت نداشتند. اعضای آن از طبقات بالای اجتماعی بودند و ثابت کردند که در متوقف کردن پیشرفت‌های صهیونیست‌ها بی‌اثر بودند و نتوانستند رهبری برای مردمی که به‌طور فزاینده‌ای نگران آینده بودند، فراهم کنند.

## تاریخ
در سال ۱۹۱۸، به دنبال شکست بریتانیا از ارتش عثمانی و ایجاد حکومت نظامی در فلسطین، تعدادی باشگاه سیاسی به نام انجمن‌های مسلمانان و مسیحیان در تمام نقاط اصلی شهرها تأسیس شدند.
انجمن‌های اسلامی-مسیحی فلسطینی در سال ۱۹۱۸ تشکیل یافتند. علی‌رغم روشن بودن هویت ملی عربی این انجمن‌ها، بنیانگذاران آنها مجبور شدند برای اجتناب از اعلام گرایش عربی در نامگذاری، تسلیم تمایل بریتانیا شوند که با توجه به اعلامیهٔ بالفور با عرب‌های فلسطین بر این اساس رفتار می‌شد که آنها «جمعیت غیر یهودی» فلسطین هستند، هرچند عرب‌ها ادر آن زمان اکثریت قریب به اتفاق جمعیت فلسطین را تشکیل می‌دادند. فشار بریتانیا در نظام انجمن که در اوایل سال ۱۹۱۹ توسط مقامات تصویب شد، نیز منعکس شده است.
اولین انجمن مسلمان-مسیحی در نیمه اول سال ۱۹۱۸ در یافا به ریاست راغب ابوالسعود الدجانی و عضویت افراد سرشناس، تجار و برخی از روشنفکران یافا تأسیس شد. سپس این انجمن به ریاست عارف پاشا الدجانی در قدس تأسیس شد که اعضای آن شامل انجمن‌های لاتین و ارتدکس و برخی از نمایندگان مردم روستاهای مجاور قدس بود. این انجمن‌ها گسترش یافت و همهٔ شهرهای فلسطین را دربر گرفت. از جمله اعضای سرشناس، نجیب نصار، روزنامه‌نگار و سیاست‌مدار بود. او در سومین کنفرانس عرب فلسطین که در دسامبر ۱۹۲۰ در حیفا برگزار شد، به عنوان نمایندهٔ انجمن‌های اسلامی-مسیحی در طبریه شرکت کرد؛ وی در آن کنفرانس بر ضرورت تشکیل نهادهای کارگری و دهقانی برای مقابله با شهرک‌سازی صهیونیست‌ها تأکید کرد.همچنین در چهارمین کنفرانس عرب فلسطین که در ماه مه تا ژوئن ۱۹۲۱ در قدس برگزار شد، به عنوان نمایندهٔ انجمن‌های اسلامی-مسیحی در حیفا شرکت کرد.
این انجمن‌ها توانستند اولین کنگرهٔ ملی فلسطین را در سال ۱۹۱۹ در قدس برگزار کنند و به نمایندگی از عرب‌های فلسطین سخنرانی کنند. تلاش کردند بر سیاست در حال توسعهٔ بریتانیا در فلسطین تأثیر بگذارد و با نفوذ کمیسیون صهیونیستی که در آوریل ۱۹۱۸ از فلسطین بازدید کرد، مقابله کند. در سخنرانی در کنفرانس صلح پاریس، به سازماندهی افکار عمومی در مقابل کمیتهٔ کینگ رکراین، اعتراض به ادعاها و اقدامات صهیونیست‌ها، مخالفت با سیاست میهن ملی یهود، ترک سرزمین‌ها و مهاجرت یهودیان پرداختند.
انجمن‌های اسلامی-مسیحی به سازماندهی برخی تظاهرات جهانی، طومارنویسی‌ها، درخواست‌ها و تقاضای دولت نمایندهٔ ملی کردند بدون اینکه به خشونت در روش‌های آن دست بزنند. به دلیل ترکیب طبقاتی و فرقه‌ای رهبران مربوطه، این انجمن‌ها و رهبران نتوانستند مخالفت عربی فلسطینی با صهیونیسم را مؤثر جلوه دهند. این انجمن‌ها با افزایش کنترل جوانان بر اقدامات ملی فلسطین و ظهور امین الحسینی در صحنهٔ سیاسی به تدریج از بین رفتند.